# هربرت واتسون
هربرت واتسون (بالإنجليزية: Herbert Watson)‏ (20 نوفمبر 1908 في المملكة المتحدة - 1 يناير 1939 في المملكة المتحدة) هو لاعب كرة قدم بريطاني (وحمل سابقاً جنسية المملكة المتحدة لبريطانيا العظمى وأيرلندا) في مركز نصف الجناح. لعب مع نادي بريستول روفيرز ونادي برينتفورد ونادي ميدلزبره.